# El Tambo (Salamanca)
El Tambo es un pueblo perteneciente a la comuna de Salamanca, Región de Coquimbo dentro de la zona norte chico. 

## Ubicación y superficie
La localidad está dividida en dos zonas, la más reciente conocida como Tambo Centro, se desarrolló hacia el oeste y linda con la ribera del Río Choapa. 
El Tambo está ubicado a 6 km de Salamanca, y tiene una superficie de 0.865 km².

## Clima
Según la clasificación climática de Köppen, el clima de El Tambo corresponde al tipo Csb - clima mediterráneo (verano suave).

## Población
Según el censo de 2017 cuenta con 1335 habitantes, lo que representa un incremento promedio del 1.6% anual frente a los 1054 habitantes registrados en el censo anterior.
| Gráfica de evolución demográfica de El Tambo entre 1992 y 2017 |
|                                                                |
| Fuente: Instituto Nacional de Estadísticas                     |

## Economía
Las principal actividad productiva es la agropecuaria. Se cultivan frutas, hortalizas y cereales. En las zonas más elevadas se cría ganado caprino, ovino y caballar.